# London's Trafalgar Square
London's Trafalgar Square (česky Londýnské Trafalgarské náměstí) je britský němý film z roku 1890. Režiséry jsou Wordsworth Donisthorpe (1847–1914) a William Carr Crofts (1846–1894). Film trvá necelou minutu.

## Děj
Film zachycuje provoz na londýnském Trafalgarském náměstí.